# Bcl-B

Animación de la estructura tridimensional de la Bcl-B.

La Bcl-B o Bcl-2L10 es una proteína de la familia de las Bcl-2 (Bcell CLL/linfoma-2)
. Al igual que toda su familia, Bcl-B es una proteína reguladora de la apoptosis. No obstante, su capacidad de interacción con otras proteínas es menor que en el resto de miembros. Bcl-B está presente en varios tipos de tumores, dado que su expresión está asociada a alteraciones cancerígenas. El gen de la proteína, llamado Bcl2like10, cumple, dependiendo del tipo de cáncer, una función de oncogén  o de gen supresor de tumores (cáncer de pulmón o cáncer de estómago). Por ello, esta proteína puede considerarse tanto pro-apoptótica como anti-apoptótica.

## Estructura

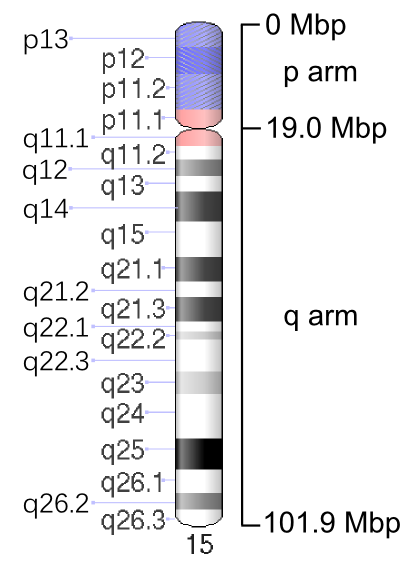
Cromátida del cromosoma 15.

La proteína Bcl-B está formada en el humano, por 204 aminoácidos que se unen en 4 dominios BH (BH1, BH2, BH3-like y BH4) y un dominio transmembrana.  Como todas las de la familia de la Bcl-2, adopta una conformación de haz de hélice alfa (α) con un dominio central hidrofóbico (α5), el cual le permite soportar hasta 8 alfa hélices para formarse y unirse con otras proteínas. Estas interacciones se producen entre dominios específicos de la Bcl-B y dominios BH3 de otras proteínas.  Un ejemplo es la unión de la Bcl-B con la proteína Bim, que actúa como ligando regulando la apoptosis, ya que bloquea la función proapoptótica de estas moléculas.  
Su gen, el BCL2L10 (BCL2 like 10) se encuentra en la parte central del cromosoma 15, concretamente en el brazo largo (q) en la banda 21.2, en resumen la ubicación del gen es 15q21.2.

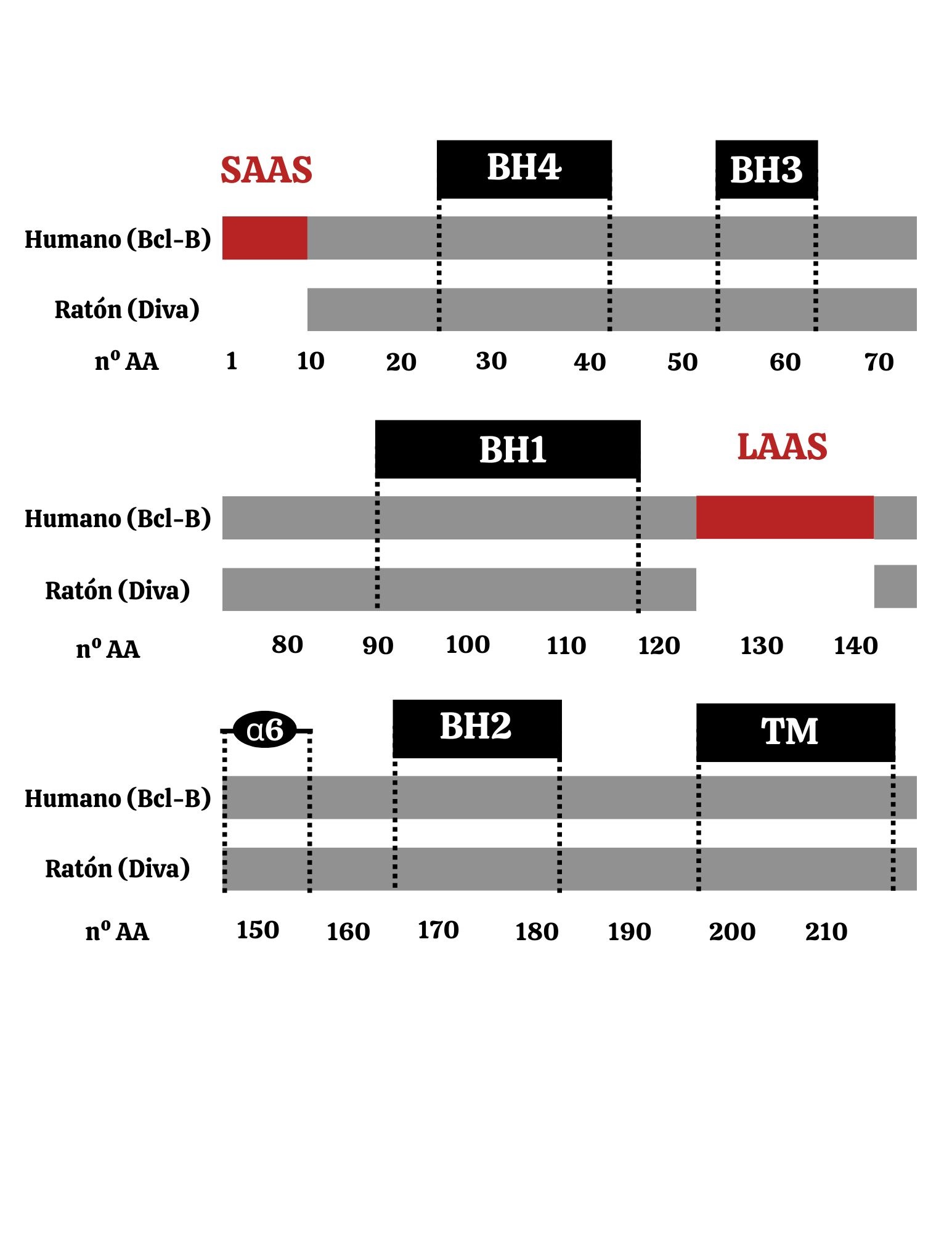
Esquema de la evolución de la secuencia de aminoácidos de la proteína Bcl-B (humano) respecto a Diva (ratón)

Este gen ha ido sufriendo múltiples mutaciones, sobre todo en vertebrados. 

En comparación con otras especies, se ha encontrado que el gen BCL2L10 en humanos presenta dos mutaciones principales producidas durante su evolución:
1. La región SAAS (Short Amino Acid Stretch). Es una extensión N-terminal de 10 aminoácidos que se presenta en simios grandes (humanos, gorilas, chimpancés y orangutanes) pero se absenta en otros monos y el resto de vertebrados. Se estima que esta mutación se produjo hace entre 14 y 18 millones de años.
2. La variación LAAS (Long Amino Acid Stretch), que se encuentra entre la cadena α5 y α6 (aminoácidos 113-138). Este segmento de aminoácidos es responsable de la función antiapoptótica.
Para que esta proteína se pliegue correctamente, la cadena α6 necesita estar enlazada con iones Ca²⁺.

## Gen
El gen BCL2L10 se ubica en el cromosoma 15, en su brazo largo q, concretamente en la banda 21 y la sub-banda 2; utilizando la sintaxis del locus, de manera resumida: 
15q21.2.

El Bcl2like10, cumple, dependiendo del tipo de cáncer, una función de oncogén en la leucemia mieloide y en el cáncer de mama o de Gen supresor tumoral  en el cáncer de pulmón y en el cáncer de estómago.

## Funciones
El papel de los miembros de la familia Bcl-2 en la apoptosis es el de regulación de la permeabilización de la membrana externa de la mitocondria, una de las dos vías posibles de apoptosis. Esto facilita la formación del apoptosoma, y en consecuencia la muerte de la célula. En particular la proteína Bcl-B puede regular la vía en ambos sentidos, es decir, promoviendo o inhibiendo la apoptosis. 
Por un lado, el efecto anti-apoptótico de Bcl-B se da al unirse selectivamente a Bax, una proteína pro-apoptótica de la misma familia, e inhibir su función, lo cual evita la activación de la vía apoptótica.  En algunos tipos de cáncer, Bcl-B actúa como una proteína oncogénica, favoreciendo la supervivencia de células tumorales al inhibir la apoptosis. Sin embargo, en otros contextos celulares, Bcl-B ha mostrado efectos oncosupresores, es decir, puede ayudar a frenar la progresión tumoral. Estas funciones contradictorias reflejan su papel multifacético según el tipo de cáncer. Asimismo, la expresión elevada de Bcl-B en ciertos tumores contribuye a su resistencia a terapias anticancerígenas. Esto es debido a que la inhibición de la apoptosis permite que las células cancerosas sigan proliferando a pesar del tratamiento, representando un obstáculo en la efectividad de los tratamientos oncológicos sobre algunos pacientes.
Bcl-B, como otros miembros de la familia Bcl-2, participa en la regulación de la liberación de calcio desde el retículo endoplásmico hacia las mitocondrias en condiciones de estrés. En situaciones apoptóticas, Bcl-B puede disociarse del receptor de inositol 1,4,5-trifosfato (ITPR1) y de las membranas del retículo endoplásmico asociadas a las mitocondrias. Esto facilita un aumento en la transferencia de Ca²⁺ hacia las mitocondrias, intensificando la señal apoptótica. Este aumento de la concentración de calcio en las mitocondrias es el que provoca que Bcl-B contribuya a la activación de vías que promueven la apoptosis.
Durante la división celular del ovocito, Bcl-B también desempeña un papel importante en la correcta formación del centro organizador de microtúbulos (MTOC), una estructura esencial para la distribución adecuada de los cromosomas y la estabilidad del huso mitótico. Se cree que Bcl-B influye en la localización y la cantidad de proteínas clave del MTOC, como AURKA (Aurora quinasa A) y TPX2, lo cual asegura un ensamblaje adecuado de los microtúbulos. Aunque este rol se describe "por similitud" con otras proteínas de la familia Bcl-2, apunta a una función en la organización estructural celular más allá de la apoptosis.

## Enfermedades
El mecanismo de regulación de la proteína Bcl-B se lleva a cabo mediante transcripción y traducción. Sin embargo, estos procesos han sido vagamente estudiados. En este sentido, tanto su presencia como su ausencia se han asociado a múltiples patologías, principalmente procesos neoplásicos malignos.
Las enfermedades en las que existe una presencia o aumento de dicha proteína son:
- Melanoma

El “STAT3” es un regulador positivo de la transcripción de la proteína Bcl-B (función anti-apoptótica) en el melanoma.
- Cáncer de ovario

El “CERNA1” es una cadena larga de ARN no codifican que también actúa como un regulador positivo de la transcripción de la proteína Bcl-2L10  (función anti-apoptótica) en el cáncer de ovario.
Las patologías en las que existe un déficit o ausencia de dicha proteína son:
- Cáncer colorrectal

El “miRNA-1229” es un microARN que hace de regulador negativo de la traducción de la Bcl-B en el cáncer colorrectal.
- Carcinoma hepatocelular

El “miRNA-18a” también es un regulador negativo de la traducción de la Bcl-2L10 en el carcinoma hepatocelular.
Es importante subrayar que la disminución de los niveles de la proteína Bcl-B (como sucede en el cáncer colorrectal o el carcinoma hepatocelular) suele ir acompañada, en muchas ocasiones, del aumento de la concentración de otras proteínas de su misma familia con su misma función anti-apoptótica, lo que permite mantener el desarrollo o progresión tumoral. Es un tema que todavía precisa de mayor investigación.
- Necrólisis epidérmica tóxica

Se trata de una reacción cutánea grave inducida por medicamentos que podría estar causada por una destrucción excesiva de queratinocitos.  El “miRNA-18a-5p” inhibe la Bcl-B, activando la apoptosis de estas células.
En cuanto al mecanismo de modificación postraduccional (postraducción), la investigación se encuentra más avanzada. En este caso, existen las siguientes enfermedades 
- Leucemia Mieoloide Aguda (LMA) y Síndrome Mielodisplásico (SM)

La proteína Bcl-B es una proteína anti-apoptótica, por lo que al evitar la muerte celular puede dar paso a la supervivencia de células cancerosas, contribuyendo a la aparición o progresión del cáncer.  La degradación proteasomal es un mecanismo mediante el cual se eliminan proteínas no deseadas o dañadas, y cuando este mecanismo falla, la proteína Bcl-B puede facilitar el desarrollo o progresión del cáncer. En situaciones normales,  interviene la Ubiquitina-1 (proteína que interacciona exclusivamente con la Bcl-2L10), que mediante un proceso llamado monoubiquitinación dependiente de la Ubiquitina-1 traslada la Bcl-B de las mitocondrias al citosol.
En la terapéutica, la combinación de medicamentos como la Azacitidina y el Erlotinib actúan directamente sobre la degradación de esta proteína, facilitando la apoptosis.
Otro tipo de neoplasias malignas están directamente relacionadas con mutaciones en la estructura de sus nucleótidos:
- Cáncer de mama y colorrectal

Polimorfismos de un solo nucleótido (rs2231292, Leu11Arg) facilitan la liberación de calcio procedente del retículo endoplasmático hacia el citosol al interaccionar con la “IP3R” (canal iónico), y promueven la apoptosis dependiente del mismo.  También se ha observado que este polimorfismo reduce las posibilidades de presentar síndrome mielodisplásico.

Adicionalmente, también pueden desarrollarse enfermedades por diferentes alteraciones en los mecanismos de regulación epigenética: 
- Cáncer gástrico

En este caso, la metilación de determinados genes puede ocasionar la disminución o inhibición de la proteína Bcl-B en el cáncer gástrico.
Otras enfermedades:
- Fibrosis hepática

En condiciones normales, en el hígado se produce una apoptosis dirigida por una mitofagia (proceso de eliminación selectiva de las mitocondrias dañadas) de las células hepáticas estrelladas (CPH). En la fibrosis hepática, alteraciones en este proceso dan lugar a la producción excesiva y descontrolada de colágeno. En concreto, cuando la proteína Bcl-B se une a la proteína “fosfo-Parkin”, actúa como un inhibidor de la apoptosis relacionada con la mitofagia, afectando a la capacidad del hígado para revertir el daño fibrótico.
- Mieloma múltiple

La proteína Bcl-B inhibe la apoptosis de las células plasmáticas, que son las que presentan un crecimiento exagerado y descontrolado en el mieloma múltiple. La proteína Nur77 permite sustituir la capacidad anti-apoptótica de la proteína Bcl-B por una capacidad pro-apoptótica. En este caso, su unión expone el dominio BH3.  Tanto su modificación como su ausencia permiten manejar el cáncer.
- Amaurosis Congénita de Leber

Es un trastorno hereditario de la visión que suele presentarse desde el nacimiento o durante los primeros meses de vida y cursa con una pérdida severa de la visión debido a alteraciones en la retina.  En este caso, existe un incremento de la proteína Bax (función pro-apoptótica) y un descenso de la proteína BCL-B (función anti-apoptótica).  La proteína Bax induce la apoptosis de las células fotoreeceptoras. 
Por último, el aumento de los niveles de la proteína Bcl-2L10 se ha asociado también a patologías psiquiátricas y cardíacas.